# لانتانا شائعة
لانتانا شائعة (الاسم العلمي: Lantana vulgaris) هي نوع نباتي يتبع جنس اللانتانا من فصيلة اللويزية.